# Galinheiro

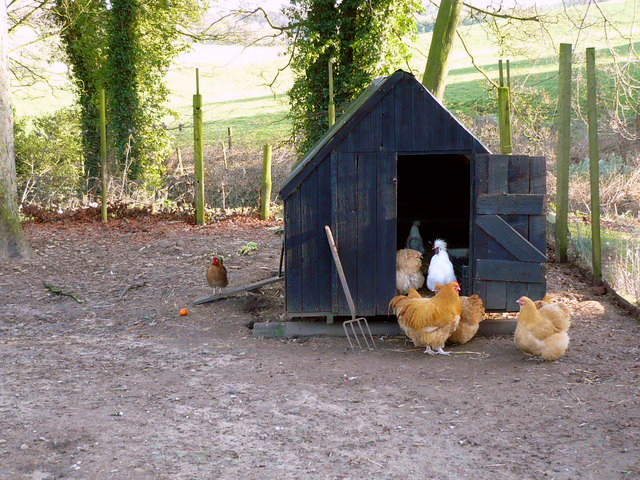
Um galinheiro em uma casa.

Um galinheiro ou capoeira (Portugal) é uma pequena casa onde, tipicamente, galinhas ou outras aves são mantidas em segurança. Há caixas de ninho encontradas dentro dos galinheiros para postura de ovos e poleiros nos quais as aves podem dormir.
Um galinheiro geralmente tem uma área interna onde as galinhas podem dormir, bem como uma área ao ar livre cercada onde as galinhas se alimentam e passam a maior parte do dia (que normalmente é feita de arame). Um galinheiro é geralmente limpo a cada duas semanas, e a palha trocada todos os dias, semelhante a uma caixa de areia.

## Controvérsias
Há uma longa controvérsia sobre a necessidade básica de um galinheiro. Uma filosofia, conhecida como "escola de ar fresco", é que as galinhas são mais resistentes, mas podem ser abatidas pelo confinamento, má qualidade do ar e escuridão, daí a necessidade de um galpão bem ventilado ou aberto com condições mais ao ar livre, mesmo no inverno. No entanto, outras pessoas que mantêm galinhas acreditam que são propensas a doenças em climas ao ar livre e precisam de uma cooperativa de ambiente controlado. Isso levou a dois projetos de alojamento para galinhas: casas de ar fresco com aberturas amplas e nada mais do que malha de arame entre galinhas e clima (mesmo invernos setentrionais) ou casas fechadas com portas, janelas e escotilhas que podem bloquear a maior parte da ventilação. Independentemente do design, os especialistas concordam que a ventilação adequada do galinheiro é crucial para a saúde e o bem-estar das aves. Galinheiras mal ventiladas podem levar a estresse por calor ou derrame, e ao acúmulo de gases tóxicos dentro do galinheiro.

## Gaiolas de quintal

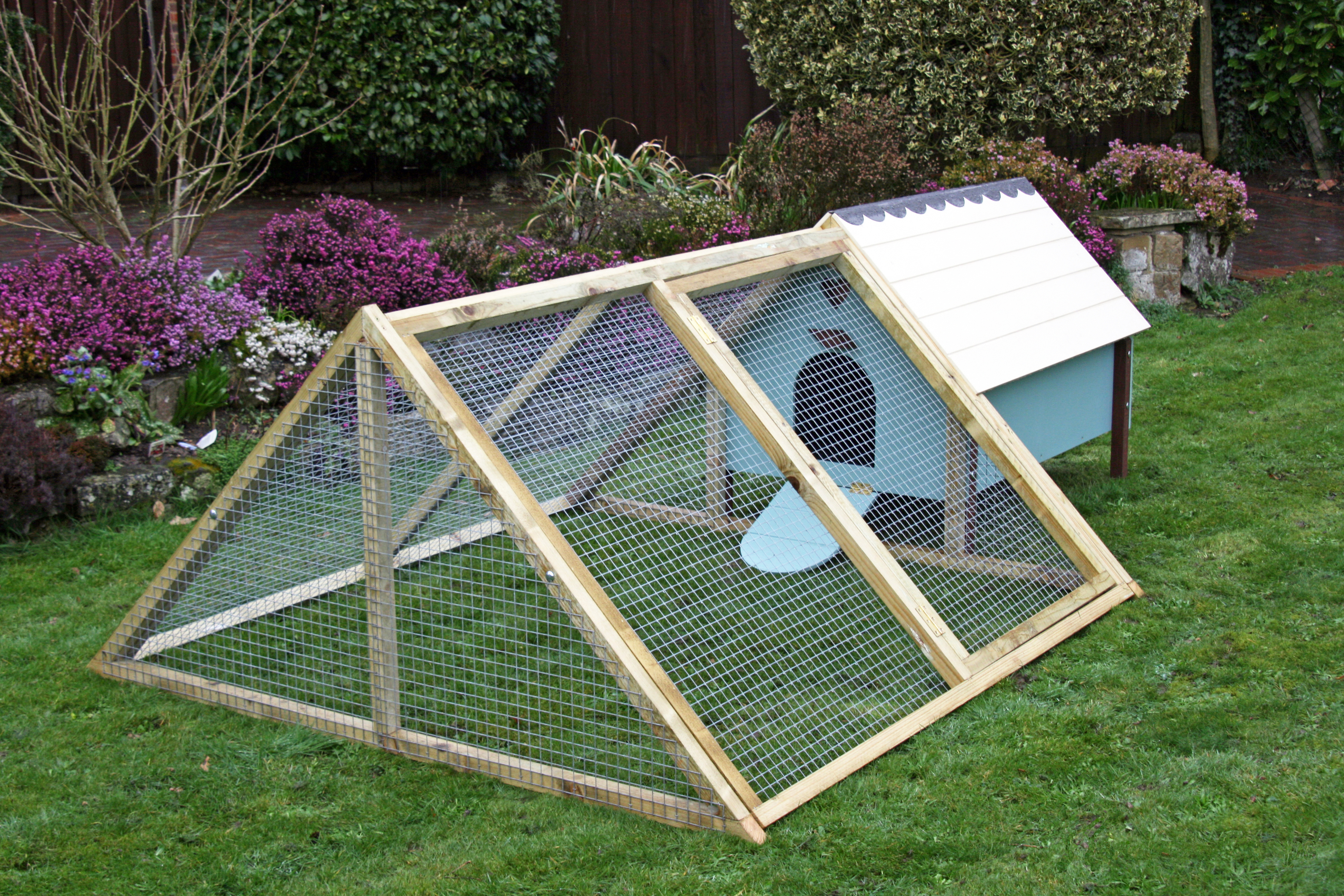
Uma gaiola de quintal.

As gaiolas de quintal são pequenas e muitas vezes colocadas dentro de uma área cercada (às vezes cercada por um arame), criando assim um ambiente mais natural, em que as galinhas podem andar livremente e procurar alimentos. Se esse tipo de "pátio" é tanto sem piso quanto razoavelmente móvel, ele é chamado de "trator de frango".
O número de pequenas gaiolas em áreas urbanas de países ricos tem crescido. Esse crescimento levou à comercialização de galinheiros pré fabricados, chamados de Eglu, que são projetados para espaços mais apertados e para uma aparência mais organizada. Os galinheiros pré fabricados são comercializados principalmente para proprietários de galpões urbanos e costumam ser mais caros do que construir uma gaiola própria.
Ambientes urbanos podem ter leis que regulam a manutenção de aves no quintal . Por exemplo, a cidade de Oakland, na Califórnia, bane os galos e tem uma regra declarando que as galinhas devem ser mantidas a pelo menos seis metros de distância de moradias, escolas e igrejas.